# Bloc erràtic
Un bloc erràtic és un fragment de roca que difereix pel tipus mineralògic del terra natiu de la zona a la qual es recolza. Es destaquen sobretot al paisatge en planures on, per a la resta, no hi ha gaire roca.

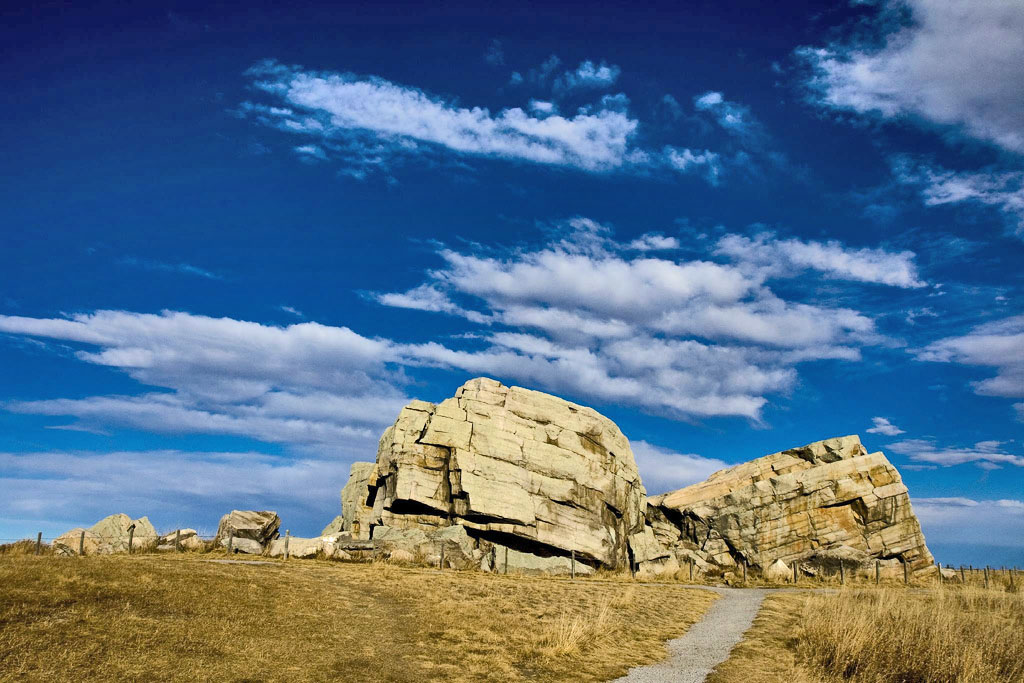
El Big Rock també anomenat Okotoks Erratic al Canadà. És el bloc erràtic conegut més llarg del món. Pesa 15.000 tones i fa 41 m de llargada, 18 m d'amplada i 9 m d'alçada

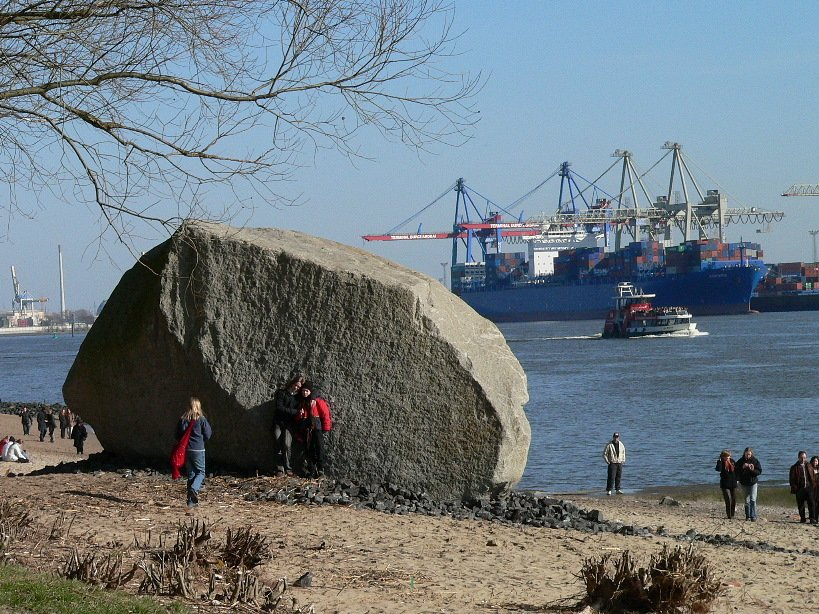
El bloc erràtic Alte Schwede (trad. : vell Suec) al marge de l'Elba a HH-Övelgönne

El seu nom prové del mateix verb llatí que el català errar. Antigament, aquestes pedres van fascinar l'home i les hipòtesis més fantasiaires van formular-se. Avui, els geòlegs s'acorden sobre el seu origen glacial. Les glaceres van transportar-les sovint a distàncies de centenars de quilòmetres en totes les regions cobertes de gel a les èpoques glacials. Poden variar en mida des de còdols fins a pedres que pesen desenes de tones.
Els blocs formen una font d'informació per a la història geomorfològica de la terra: indiquen una probable trajectòria de la glacera prehistòrica des de la roca mare i permeten així d'establir la ruta del flux del gel de les glaceres muntanyenques com als Alps i al Pirineu. Blocs caiguts en icebergs fosos a l'oceà poden usar-se per a rastrejar els moviments de les glaceres a les regions l'Antàrtida i l'Àrtida. Aquests poden correlacionar-se amb la temperatura i els nivells de l'oceà per calibrar els models climàtics del món.

## Usos i funció

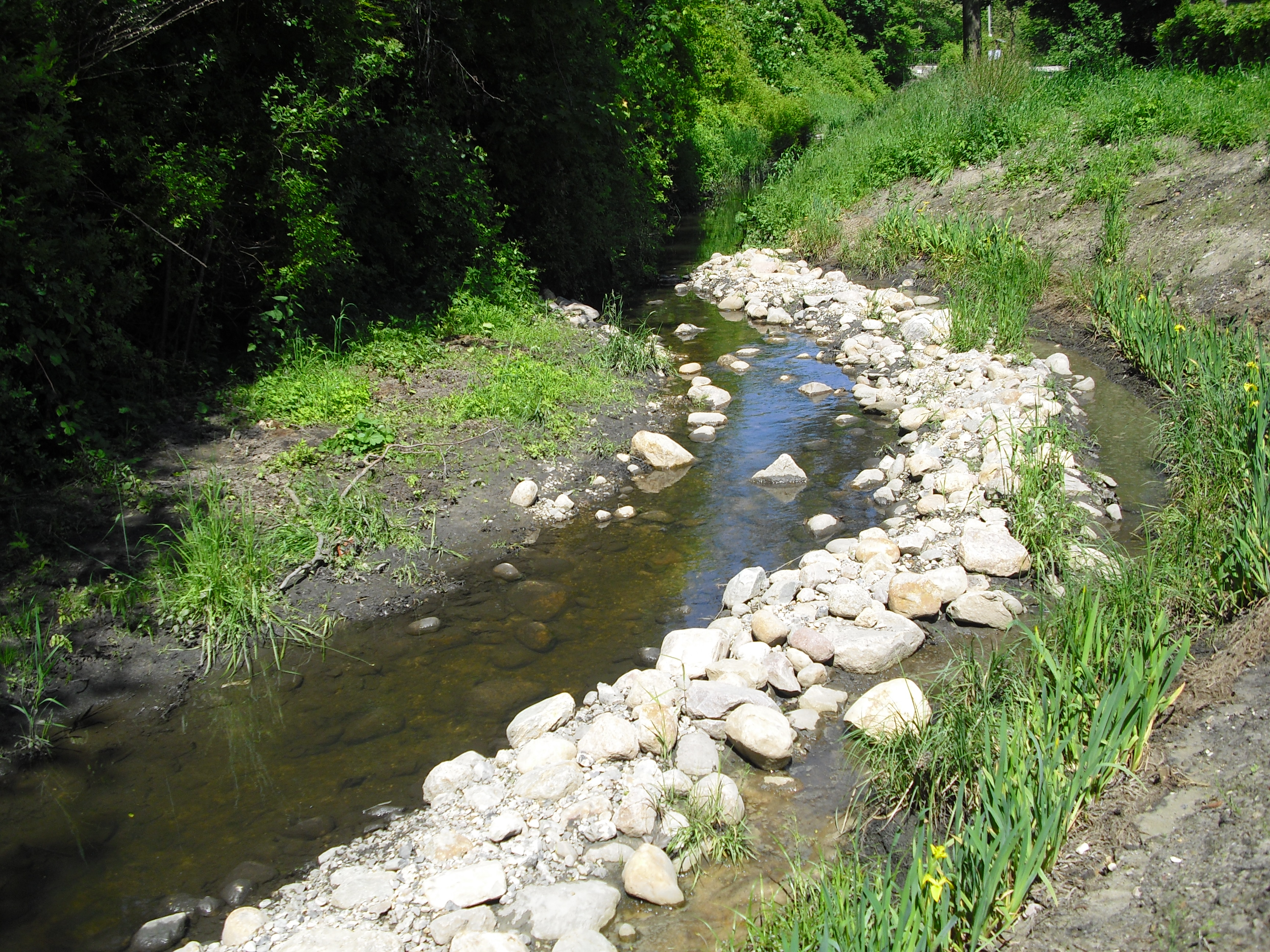
Blocs erràtics "nous" al Seebek (Hamburg) en un projecte de renaturalització

A la prehistòria van utilitzar-se per a construir túmuls i monuments funeraris. Més tard servien de fites o d'indicador de camí. Blocs remarcables de vegades van tenir un paper a la mitologia i als contes de fades locals. Quan són llargs, van funcionar de petita pedrera local per a extraure material de construcció. De vegades van integrar-se a edificis o ser esculpits al lloc de trobada per a fer monuments.
Per a l'agricultura causen problemes com que són amagats al terra de marga molt fèrtil i fan malbé l'arada o altres màquines. Per a la construcció, en ser obstacles no gaire previsibles poden engendrar un cost suplementari i alentir l'obra.
Als rius i rierols que segueixen l'antic llit d'una glacera, formen un micro-biòtop important en crear un refugi del corrent ràpid per a espècies joves. En rectificar i canalitzar molts rierols al segle xx els blocs van evacuar-se. Això va tenir un efecte dolentíssim per a la biodiversitat i, de més, va accelerar l'erosió per l'aigua. L'home, aleshores, de vegades va pal·liar aquesta erosió en posar una capsa de formigó que al seu torn va matar la resta de la vida al riu. Avui, hi ha molts projectes per a renaturalitzar els rius i tornar els blocs al lloc que mai no haurien hagut de deixar.